# Cottobara concinna
Cottobara concinna är en fjärilsart som beskrevs av Walker 1862. Cottobara concinna ingår i släktet Cottobara och familjen tandspinnare. Inga underarter finns listade i Catalogue of Life.